# Металлург (газета)
«Металлург» — еженедельная газета. Выпускается АО «Металлургический завод „Электросталь“».
Одно из старейших в Подмосковье корпоративных изданий.

## История
В 1930-е годы завод «Электросталь» был включён в список ударных предприятий СССР. Для призыва металлургов к ударному труду было создано печатное издание. Первый номер газеты в рабочем посёлке Затишье (ныне город Электросталь) вышел 6 ноября 1929 года, в канун двенадцатой годовщины Великого Октября. Газета называлась «Электростальские огни» и была районной печатной газетой двух предприятий: «Электростали» и завода № 12 (ныне Машиностроительный завод).
В 1930 году издавался вестник рабочих и служащих завода «Электросталь» под названием «Электростальские огни». Вышло всего несколько номеров.
4 апреля 1931 год вышел первый номер газеты «Сталь» (орган ячеек ВКП (б), ВЛКСМ и завкома завода «Электросталь»). С третьего номера от 15 апреля 1931 года газета стала выходить под названием «Электросталь». Как орган парткома, завкома, управления завода «Электросталь» издание ещё несколько раз выходило и в 1937-40 годах.
В 1938 году посёлок Затишье был преобразован в город, на базе заводской многотиражки стала издаваться городская газета «Большевик», затем — «Ленинское знамя».
Отсчёт истории заводской газеты ведётся с 29 октября 1942 года, когда металлургическое предприятие выпустило собственный «Боевой листок» объёмом две полосы.
Газета рассказывала о лучших людях завода, звала рабочих следовать их примеру. Боролась за экономию сырья и материалов, топлива и электроэнергии.
Осложняла работу редакции жёсткая цензура. В материалах нельзя было употреблять слово «сталь», а только безликое — «продукция», нельзя было указывать сталеплавильные, прокатные, кузнечный цехи.
29 октября 1943 года газета изменила название — «За Победу». Издание начало выходить два раза в неделю и имело четыре полосы.
С 18 июля 1945 года и по настоящий момент газета называется «Металлург».
Все эти годы в своей работе газета опиралась на нештатный авторский актив. На страницах газеты рассказывалось о жизни партийной и профсоюзной организаий завода, проводились совместные рейды с народным контролем, регулярно выходила молодёжная страничка «Комсомольский меридиан», постоянно освещался ход социалистического соревнования.
Постоянные рубрики газеты включали: «Интервью в номер», «За звание „Коллектив высокоэффективного и качественного труда“», «За отличное качество», «Твои люди, завод», о соревновании заводов-побратимов «Электросталь» — «Днепроспецсталь», «Пусковой объект», «За высокую культуру производства», «Продовольственная программа — дело общенародное».
В начале 1980-х актуальным был лозунг «Экономика должна быть экономной». На своих страницах «Металлург» рассказывал о передовиках производства, опыте лучших бригад и производственных коллективов, трудовых успехах цехов и подразделений.
13 декабря 1989 года вышел первый пробный номер многотиражки, отпечатанный по новой технологии — офсетным способом с применением фотонабора.
С 2016 года издание выходит в полном цвете, а с 2018 года — на плотной бумаге.
Сегодня «Металлург» — это объединённая редакция, которая включает в себя не только газету, но и корпоративное радио.
По материалам газеты «Металлург» изданы три книги: «Электросталь» на рубеже веков" (2002), «Твои люди, „Электросталь“» (2004) и «Электросталь» в военной шинели" (2020).
Коллектив редакции — лауреат заводской премии им. И. Ф. Тевосяна, неоднократно награждался Почётными грамотами администрации г. о. Электросталь, МОС ГМПР. Сотрудники — победители и призёры международных, российских, областных и городских конкурсов профессионального мастерства.

## Главные редакторы
Первый редактор «Боевого листка» — Алексей Фёдорович Назаров. Во время войны он работал на заводе в цехе ширпотреба и не был освобождённым редактором. Его помощником был Николай Кузьмич Гладышев, бывший фронтовик.
Дольше всего в должности редактора работали:
- Алексей Фёдорович Назаров — 17 лет, с 1942 по середину 1959 года;
- Вячеслав Михайлович Вилков — 8 лет, с 1966 по 1974 год (известно, что был военным корреспондентом);
- Юрий Владимирович Мишинёв[5] — 8 лет, с середины 1975 по 1980 год, а также при производственной необходимости в 1987—1989 гг. (был военным лётчиком)
- Валентина Сергеевна Миненкова — 18 лет, с июля 1990 по ноябрь 2008 года;
- Жанна Владимировна Кокунова — с ноября 2008 до 2019 года.

В газете печатался член Союза писателей России Виктор Яковлевич Воробьёв.